# ذهب ماكينا
ذهب ماكينا (بالإنجليزية: Mackenna's Gold)‏ هو فيلم غرب أمريكي من إخراج جيه. لي تومسون وبطولة غريغوري بيك، عمر الشريف، تيلي سافالاس، تيد كاسيدي وجولي نيومار. عرض الفيلم لأول مرة في 18 مارس 1969.

## وصلات خارجية
- ذهب ماكينا على موقع IMDb (الإنجليزية)
- ذهب ماكينا على موقع روتن توميتوز (الإنجليزية)
- ذهب ماكينا على موقع نتفليكس (الإنجليزية)
- ذهب ماكينا على موقع قاعدة بيانات الأفلام العربية
- ذهب ماكينا على موقع ألو سيني (الفرنسية)
- ذهب ماكينا على موقع Turner Classic Movies (الإنجليزية)
- ذهب ماكينا على موقع أول موفي (الإنجليزية)
- ذهب ماكينا على موقع فيلمافينيتي (الإسبانية)
- ذهب ماكينا على موقع قاعدة بيانات الأفلام السويدية (السويدية)
- ذهب ماكينا على موقع قاعدة بيانات الفيلم (الإنجليزية)